# Litauisches Lieder- und Tanzfest

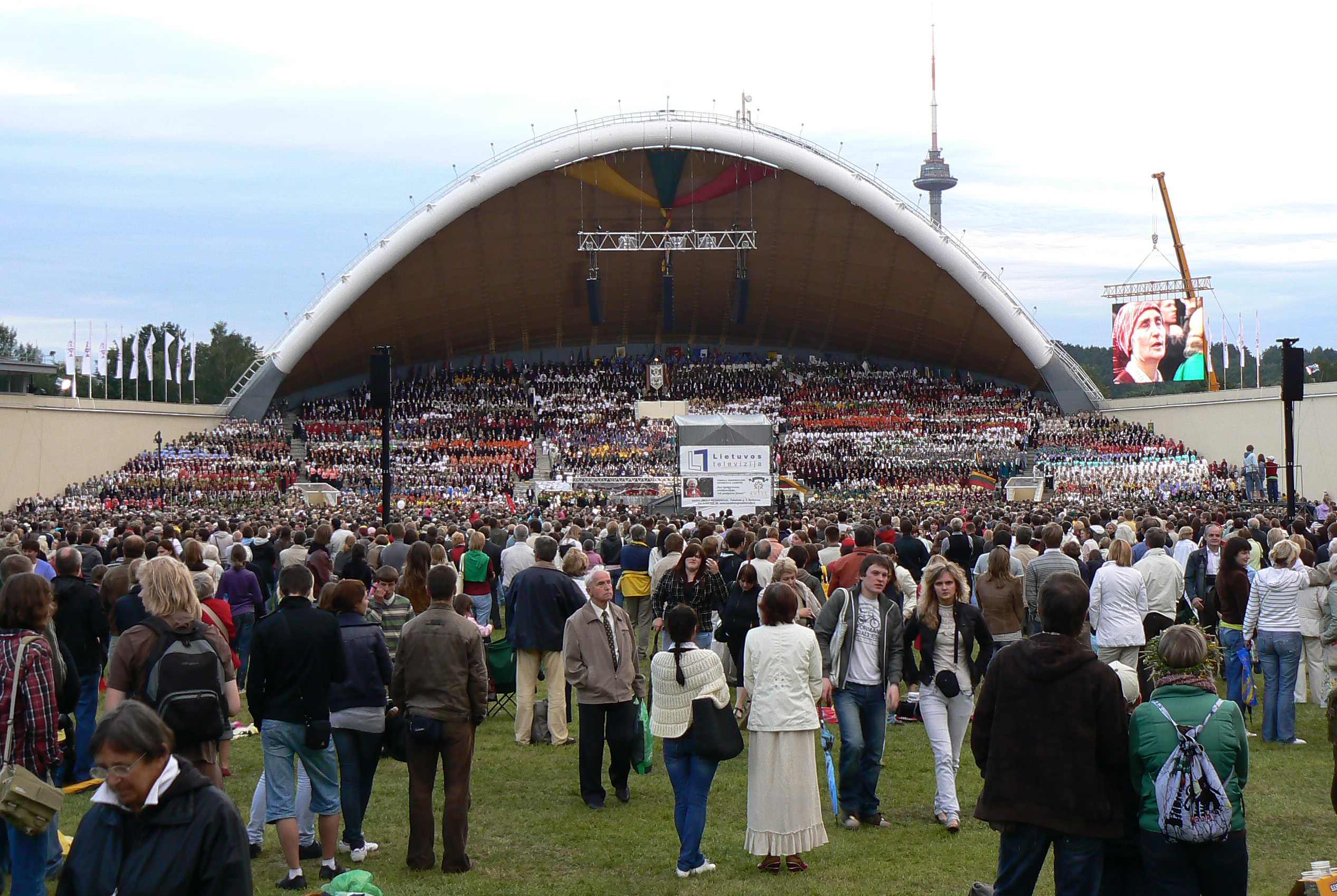
Das Liederfest 2009

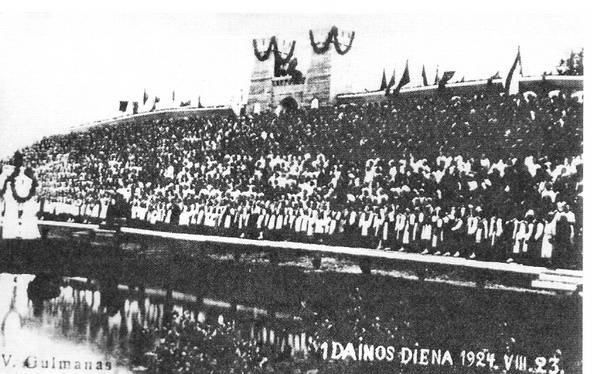
Das erste Liederfest 1924 in Kaunas

Das Lieder- und Tanzfest (Dainų ir šokių šventė) ist eine Musik- und Tanzveranstaltung in Litauen, eines der drei baltischen Liederfeste. Seit 1924 wurde es über 20 Mal organisiert.

## Geschichte
Das Liederfest zur Jahrtausendfeier Litauens (2009) bestand aus einem Abend mit professionellen Darbietungen (Schlossterritorium, Kathedralenplatz), einem Chormusikabend (Kongresskonzertsaal), einem Zither-Nachmittag (Kirche der Auferstehung Christi, Kaunas), modernisierter Folklore (Kalnų-Park), einem Folkloretag (Sereikiškių-Park), Blasorchestern (Kalnų-Park, Rathausplatz), einem Ensembleabend (Tal der Lieder in der zweitgrößten litauischen Stadt Kaunas), einem Tanztag (Žalgiris-Stadion), einem Programm des Tags der Schüler- und großen Lieder (Vingio-Park). 
Außerdem gab es eine Parade der Teilnehmer, eine Volkskunstausstellung, Konzerte von künstlerischen Kollektiven, die vereinte Aufführung der Laientheater mit dem Titel „Amerika in der Sauna“ und viele andere Veranstaltungen. An den verschiedenen Programmen nahmen etwa 40.000 Interpreten aus Litauen und Auswanderer aus der ganzen Welt teil.
2003 wurde das Liederfest gemeinsam mit den anderen baltischen Liederfesten (Estland und Lettland) von der UNESCO als Meisterwerk des mündlichen und immateriellen Erbes der Menschheit anerkannt und 2008 in die Repräsentative Liste des immateriellen Kulturerbes der Menschheit aufgenommen.